# Sachs Harbour
Sachs Harbour är ett samhälle i Kanada.   Det ligger i territoriet Northwest Territories, i den norra delen av landet, 3 900 km nordväst om huvudstaden Ottawa. Sachs Harbour ligger 46 meter över havet och antalet invånare är 112.